# Рыжеспинная веерохвостка
Рыжеспинная веерохвостка (лат. Rhipidura opistherythra) — вид воробьиных птиц из семейства веерохвостковых. Вид является эндемиком архипелага Танимбар — группы островов, расположенной в Арафурском море между Тимором и Новой Гвинеей.

## Родственные виды
Этот вид является близкородственным и составляет комплекс видов со следующими видами:
- Rhipidura lepida — Палауская веерохвостка — острова Палау,
- Целебесская веерохвостка (лат. R. teysmanni) — остров Целебес,
- Буруанская веерохвостка[англ.] (лат. R. superflua) — остров Буру,
- Cерамская веерохвосткая (лат. R. dedemi) — остров Серам

R. opistherythra также относится к крупной группе видов, в которую входят R. teysmanni, R. superflua, R. dedemi, R. dryas, R. lepida, R. rufidorsa, R. dahli, R. matthiae и R. malaitae.

## Описание
Небольшая рыжевато-коричневая певчая птичка с длинным хвостом, что отражено в её английском названии: Long-tailed fantail. Хвост часто держат вздёрнутым или распущенным веером. Верх тела в основном рыжеватый, за исключением более серой головы с бледными «бровями». Горлышко — белое, нижняя часть тела — желтовато-коричневая.
Похожа на R. dryas, однако отличается от них наличием белого кончика хвоста и чёрного пятна на груди.

## Место обитания и образ жизни
Естественная среда обитания этого вида — субтропические или тропические влажные низинные леса. Иногда — мангровые заросли.
Как и остальные веерохвостки — насекомоядны.

## Песня
Песня представляет собой повторяющуюся модуляцию из двух нот «пи-у-у-у-у-у-у», повышающуюся на первой ноте и опускающуюся на второй. Также издаёт дрожащие крики.

## Охранный статус
Международный союз охраны природы присвоил виду охранный статус NT — «виды, близкие к уязвимому положению (англ. Near Threatened, NT)».
Предполагается, что популяция сокращается из-за потери и деградации среды обитания, в том числе из-за вырубки леса. Трацевски с соавторами оценили потерю леса в пределах ареала вида в период с 2000 по 2012 год как 40 км2. Это примерно соответствует скорости потери леса 2,7 % в течение трёх поколений (14,7 лет) для этого вида. Рыжеспинная веерохвостка встречается в первичных и вторичных лесах; таким образом, этот вид может не сильно пострадать от обезлесения, и темпы сокращения могут быть медленнее, чем темпы утраты лесов.